# Дуа Липа
Дуа Липа (на английски: Dua Lipa) е британска и албанска певица и авторка на песни. Нейните признания включват седем награди Брит и три награди Грами. Списание Time я включва в списъка си на 100-те най-влиятелни хора в света през 2024 г.

## Биография
Дуа Липа е родена на 22 август 1995 г. в Лондон, Великобритания. Семейството ѝ е от Прищина, Косово. Майка ѝ e Анеса Липа, а баща ѝ е Дукаджин Липа, който също е музикант. Има брат Джин и сестра Рина.
Като ученичка посещава реномираното училище „Силия Йънг Тиътър“ в Източен Лондон. Спира обучението си там, когато родителите ѝ се връщат в Косово поради професионални причини, но се връща сама в британската столица на 15-годишна възраст.
В началото работи в клубове и като модел, пробвайки да се репрезентира в интернет и да намира контакти. Тя се свързва с Марлон Рудет, който я насърчава, да запише демо сингли, които от 2012 насам се качват в Саундклауд.
Дуа привлича вниманието на мениджъра на Лана Дел Рей, който сключва договор с нея към Уорнър Мюзик. Това позволява работата ѝ с многобройни прочути северноамерикански продуценти като Емил Хейн и Родни Джеркинс, които ѝ помагат за направата на дебютния ѝ албум. През лятото на 2015 г. се появява първият ѝ сингъл New Love. През декември следва Be the One, пуснат за пръв път в германските чартове. Във Великобритания я добавят към списъка на Би Би Си Саунд на 2016, който прогнозира най-обещаващите нови музиканти за идващата година.

## Дискография

### Студийни албуми
- Dua Lipa (2017)
- Future Nostalgia (2020)
- Radical Optimism (2024)

## Турнета
- 2016 UK Tour: 2016
- Hotter Than Hell Tour: 2016
- US and Europe Tour: 2017
- The Self-Titled Tour: 2017 – 2018
- Future Nostalgia Tour: 2022
- Radical Optimism Tour: 2024